# Morningstar Air Express
Morningstar Air Express è una compagnia aerea cargo canadese, con sede ad Edmonton mentre il suo hub principale è l'Aeroporto Internazionale di Toronto-Pearson.

## Storia
L'azienda venne fondata ad Edmonton nel 1970 come Brooker Wheaton Aviation Ltd da Don Wheaton e Bev Brooker in qualità di centro d'assistenza e vendite per i velivoli Cessna. Le prime operazioni di volo iniziarono alla fine degli anni settanta con un Learjet 36 e un Hawker Siddeley HS.125, mentre all'inizio degli anni '80 continuò ad espandere la flotta di turbopropulsori e jet aziendali tramite l'attività di leasing di aerei.
Successivamente, il vettore aereo iniziò a operare voli per conto di varie compagnie di servizi logistici grazie all'ingresso in flotta dei Fairchild Metroliner e Cessna 208 Caravan. Nel novembre 1990 iniziò a operare due Boeing 727 per conto di FedEx Express Canada e nel novembre 1991 alcuni Fokker F27. Nel gennaio 1992, il vettore venne rinominato Morningstar Air Express a seguito dell'ingresso della famiglia Max Ward che acquistò la metà dell'azienda dopo aver venduto Wardair.
Nel gennaio 2013, Bill McGoey ha acquistato il 25% della società. Da allora, l'azienda si è espansa fino ad avere una flotta di aerei cargo che volano giornalmente da costa a costa. Alcuni sono in leasing e altri operano per conto della FedEx Express.

## Flotta

### Flotta attuale

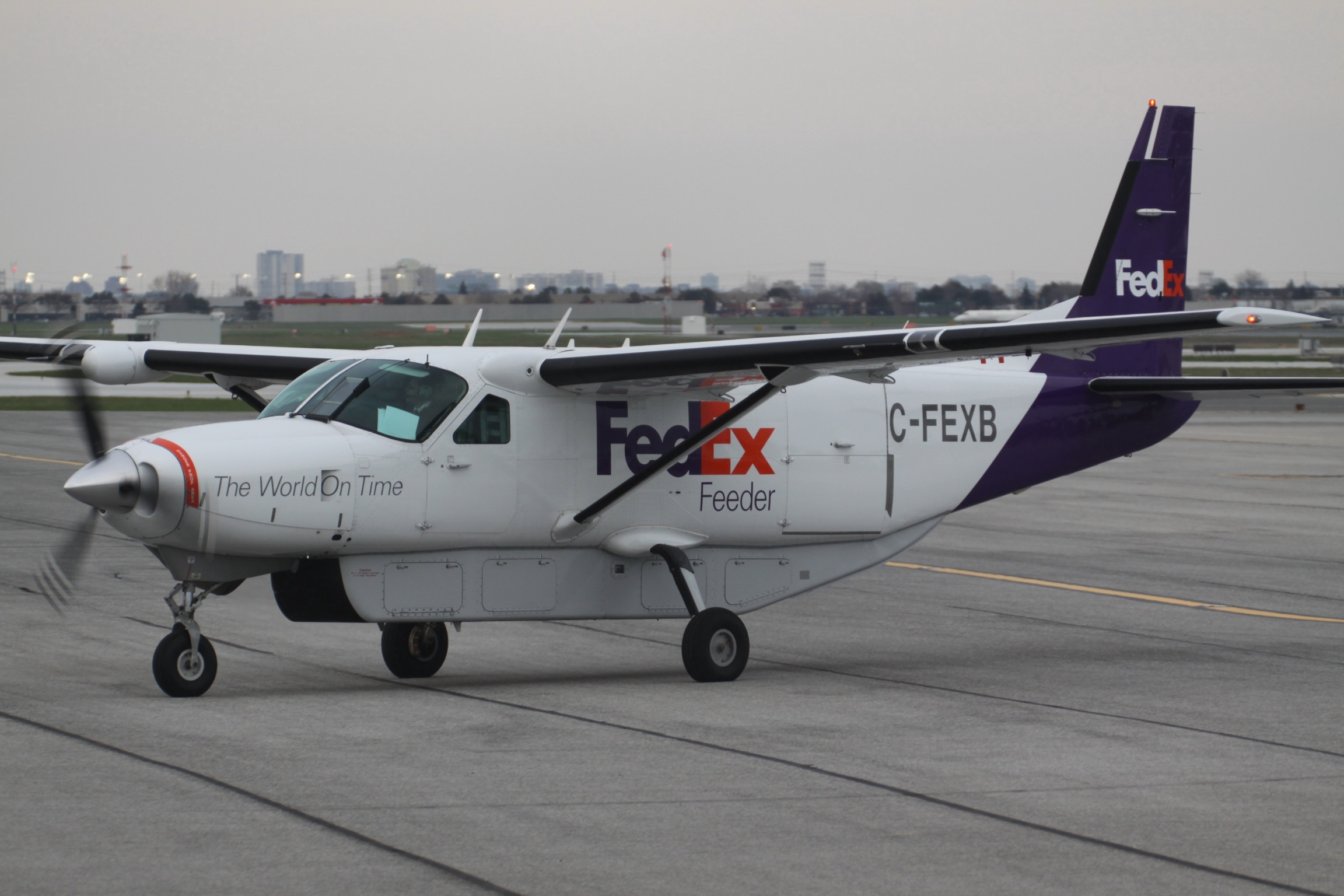
Un Cessna 208 Caravan.

A dicembre 2022 la flotta di Morningstar Air Express è così composta:

### Flotta storica

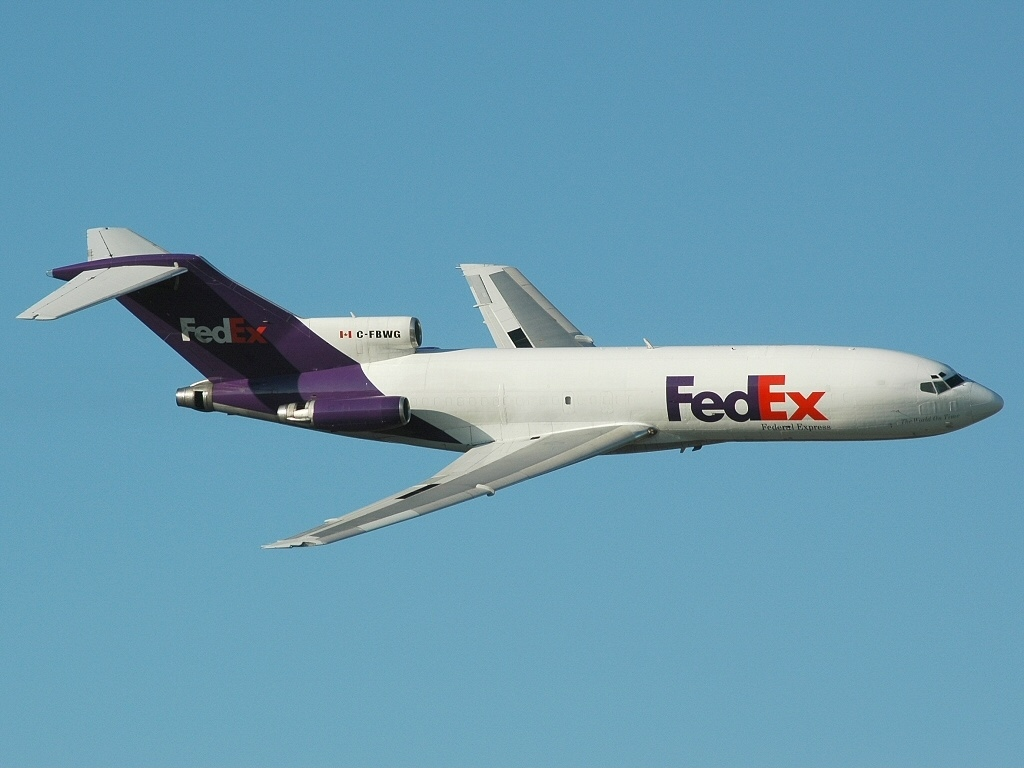
Un Boeing 727-200.

Nel corso degli anni Morningstar Air Express ha operato con i seguenti modelli di aeromobili:
- Boeing 727-200
- Fairchild Metroliners
- Fokker F-27
- Hawker Siddeley HS.125
- Learjet 36